# Souris West
Souris West est un village dans le comté de Kings sur l'Île-du-Prince-Édouard, au Canada, au sud-ouest de Souris.